# Archibald Alison (filozof)

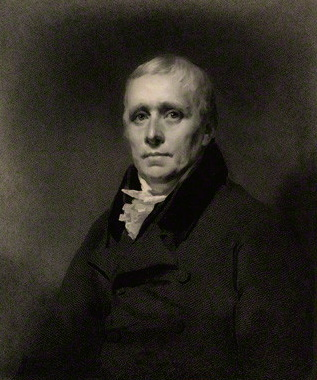
Archibald Alison

Archibald Alison (ur. 13 listopada 1757 w Edynburgu, zm. 17 maja 1839) – szkocki filozof.
Był synem Patricka Alisona, prowosta Edynburga.
Studiował na University of Glasgow i w Balliol College w Oksfordzie. W 1784 ożenił się z Dorotheą Gregory z Edynburga.
Następne dwadzieścia lat spędził w Shropshire, kolejno w: High Ercall, Roddington i Kenley. W 1800 przeprowadził się z powrotem do Edynburga. Ostatnie lata życia spędził w Colinton koło Edynburga.
Opublikował – oprócz Life of Lord Woodhouseke – tom kazań, który był kilkakrotnie wznawiany oraz pracę pt. Essays on the Nature and Principles of Taste (1790). Jego synami byli: Dr William Pulteney Alison (1790–1859) i Sir Archibald Alison, 1. baronet.